# Ангелко Палашов
Ангелко Палашов или Палашев е български общественик и просветен деец от Македония.

## Биография
Ангелко Палашов е роден в края на XVIII век в град Велес, тогава в Османската империя, произхожда от богатия род Палашовци от махалата Пърцорек. Изпратен е от баща си да учи в Земун, където научава писмено и говоримо немски и сръбски език, след което ръководи търговията на баща си със сахтияни в Пеща. След като се завръща във Велес започва да организира българската община и училищното настоятелство в Пърцорек, които започват да функционират през 1843 година. Между 1845 и 1846 година търговията на Палашов запада, но през 1847 година е избран за член в училищното настоятелство, като се разпореждал с постъпленията и плащанията на пари.

В бележника си той пише: 
| „ | Азь грѣшный и рабъ Божiй Анҕелко Палашовъ зрытель и настоѧтѣль словено-болгарской училиште Прьцоречкогъ стаго Георгiѧ Самописца начна водиты рачунъ сосъ страхъ Божiй и да будетъ милость и благодать верху мѧ Божiй будiй аминъ. месец Априлъ 23-а, лѣто 1847-о Велес город. | “ |

Палашов вероятно умира през 1850 година във Велес.

За него през 1892 година Васил Кънчов пише:
| „ | Би трябвало да се очаква, че Палашов ще се появи във Велес със сръбски идеи, както е ставало много често с ония българи, които са учили в гръцки училища и са почнали да се наричат гърци. Но тогаз не е имало кой да мисли даже за сърби в Македония и Палашов си останал българин. Той е бил надъхан с патриотизъм и с най-голямо старание се завзел да уреди една добра община в Пърцорек, заедно с училищно настоятелство. | “ |